# Todd Rundgren
Todd Harry Rundgren (Pensilvânia, 22 de junho de 1948) é um multi-instrumentista, compositor e produtor norte-americano.
Entrou para o Rock and Roll Hall of Fame em 2021.